# Wagenmühle (neue)
Wagenmühle (neue) (auch Neue Wachenmühle genannt) ist ein Gemeindeteil der Gemeinde Esselbach im unterfränkischen Landkreis Main-Spessart in Bayern.

## Ortsname
Im Bayernportal und im Bayernatlas ist als amtlicher Ortsname Wagenmühle (neue) verzeichnet, die Gemeinde verwendet allerdings die Bezeichnung Neue Wachenmühle.

## Geographie
Durch die Einöde fließt der Wachenbach, der bei Windheim in den Hafenlohr mündet.